# Lorand Fenyves
Lorand Fenyves (* 20. Februar 1918 in Budapest, Österreich-Ungarn; † 23. März 2004 in Zürich) war ein kanadischer Geiger und Musikpädagoge ungarischer Herkunft.

## Leben
Lorand Fenyves studierte an der Franz-Liszt-Musikakademie in Budapest bei Oscar Studer, Jenő Hubay, Leo Weiner, Imre Waldbauer und Zoltán Kodály und erhielt 1934 das Diplom als Musiker und Musikpädagoge. Er begann seine Laufbahn mit einer Europatournee und spielte in Budapest und Wien die Uraufführung von Felix Weingartners Violinkonzert. Auf Einladung von Bronisław Huberman wanderte er 1936 nach Palästina aus und wurde Konzertmeister des Palestine Symphony Orchestra (später Israel Philharmonic Orchestra). 1940 gehörte er zu den Gründern des Israelischen Konservatoriums und gründete das Fenyves Quartet mit Alice Fenyves, Ödön Pártos und László Vincze, das (ab 1948 unter dem Namen Israel String Quartet) bis 1956 bestand.
1957 holte ihn Ernest Ansermet als Konzertmeister seines Orchestre de la Suisse Romande nach Genf, wo er auch am Konservatorium unterrichtete. Ab 1963 gab er jährlich Violinkurse am kanadischen Orford Art Centre und gründete mit Gilles Lefebvre, Andrew Dawes und Kenneth Perkins das Orford String Quartet. 1965 war er Gastprofessor an der University of Toronto. Im Folgejahr übersiedelte er ganz nach Toronto und unterrichtete bis 2004 an der Universität, ab 1983 als Professor emeritus. Ab 1985 unterrichtete er außerdem an der University of Western Ontario. Zu seinen Schülern zählten Adele Armin, Otto Armin, Steven Dann, Victor Martin und Erika Raum.
Von 1966 bis 1977 war Fenyves Dirigent und Violinlehrer des National Youth Orchestra of Canada. Außerdem unterrichtete er an der Glenn Gould Professional School des Royal Conservatory of Music und gab Meisterklassen in Aldeburgh, am Cornwall International Seminar of Music' und am Royal Northern College of Music, an der Toho School in Japan und ab 1985 auch in Ungarn. Als Solist trat er unter Dirigenten wie Leonard Bernstein, Ferenc Fricsay, Seiji Ozawa und Carl Schuricht und mit Musikern wie Béla Síki, György Sebök, Menahem Pressler, Anton Kuerti, Patricia Parr, Pierre Souvairan und Lydia Wong auf; daneben war er bis ins hohe Alter als Kammermusiker aktiv.